# Cleptotypodes
Cleptotypodes és un gènere monotípic d'arnes de la família Crambidae. Conté una sola espècie, Cleptotypodes ledereri, que es troba a França, Itàlia, Romania i Rússia.